# Onthophagus subsapaensis
Onthophagus subsapaensis es una especie de insecto del género Onthophagus, familia Scarabaeidae, orden Coleoptera.
Fue descrita científicamente por Kabakov en 1994.